# Fu-Schnickens
Fu-Schnickens war ein US-amerikanisches Hip-Hop-Trio aus dem New Yorker Stadtteil Brooklyn. Bereits vor dem Wu-Tang Clan führten sie Stilelemente, die ursprünglich aus dem Kung Fu stammen, in die Hip-Hop-Szene ein. Zusammen mit Shaquille O’Neal hatten sie mit What's Up Doc? (Can We Rock) einen Mainstream-Hit.

## Geschichte
Der Bandname setzt sich zusammen aus  For Unity und dem Kunstwort Schnickens, das laut der Band Koalition bedeutet. Die Bandmitglieder waren Moc Fu (J. Jones), Poc Fu (Lennox Maturine) und Chip Fu (Roderick Roachford). Ihre stark vom Toasting jamaikanischer Dancehallkünstler beeinflussten Hochgeschwindigkeitsraps enthielten oftmals Wortspiele und Anspielungen auf Cartoons, Martial-Arts-Filme und die Trashkultur. Ab und zu rappten sie sogar rückwärts, im selben Hochgeschwindigkeitsstil.
Alle drei Bandmitglieder stammen aus Ost-Flatbush in Brooklyn. Dort erlangten sie durch Clubauftritte erste Bekanntheit. Als sie 1991 bei einer Konferenz zum Thema Rap an der Howard University in Washington, D.C. auftraten, wurden sie von einem Vertreter des Plattenlabels Jive Records entdeckt. Ihre erste LP F.U. Don’t Take It Personal und die daraus ausgekoppelten Singles wurden zum Teil von A Tribe Called Quest produziert. Ihre erste Veröffentlichung, die Single Ring the Alarm von 1992 schaffte es in die Top 10 der „Hot Rap Singles“-Charts des Billboard-Magazins. Das dazugehörige Album F.U. Don’t Take It Personal erreichte die Top 20 der Billboard-R&B-Charts. Die ebenfalls dort enthaltenen Lieder True FuSchnick und La Schmoove gelten heute als Kultklassiker des Hip-Hop.
Das zweite Album Nervous Breakdown folgte 1994, erhielt jedoch nicht annähernd die Aufmerksamkeit des Vorgängers. Danach wurde es still um die Gruppe.

## Diskografie
Alben
- 1992: F.U. Don’t Take It Personal
- 1994: Nervous Breakdown
- 1995: Greatest Hits

Singles
- 1991: Ring the Alarm
- 1992: La Schmoove
- 1992: True Fuschnick
- 1992: Heavenly Father
- 1993: What's Up Doc? (Can We Rock) (mit Shaquille O’Neal)
- 1994: Breakdown
- 1994: Sum Dum Munkey
- 1995: Got It Covered